# جيفري براون
جيفري براون (بالإنجليزية: Jeffrey Brown)‏ هو رسام كارتون أمريكي، ولد في 1975 في غراند رابيدز في الولايات المتحدة.

## وصلات خارجية
- الموقع الرسمي
- جيفري براون على موقع IMDb (الإنجليزية)
- جيفري براون على موقع قاعدة بيانات الفيلم (الإنجليزية)